# Fernando Esteve Chueca
Fernando Esteve Chueca (Calatayud, provincia de Zaragoza, 27 de enero de 1919 - Alcalá de Henares, 1988) fue un botánico español.

## Biografía
Aunque había ingresado en 1935 en la Universidad de Madrid para estudiar la licenciatura de Ciencias Naturales, la Guerra Civil interrumpió su carrera y, por ello, no la finalizó hasta 1945.
Una vez terminada su formación, durante cuatro lustros estuvo trabajando en diferentes organismos: ejerció como Técnico Administrativo del Instituto Social de la Marina, fue Ayudante de prácticas de la cátedra de Geología general de la Universidad de Madrid y desde 1949, año en el que obtuvo la cátedra de Ciencias Naturales de Enseñanza Media, ejerció como docente durante dieciocho años en diversos Institutos de tres poblaciones: Cartagena, Palma de Mallorca y Las Palmas de Gran Canaria. En este sentido hay que indicar que publicó dos manuales de Ciencias Naturales para alumnos de tercero y quinto de Bachillerato.
No obstante, durante estos años, el profesor Esteve Chueca compaginó su labor docente con la investigación científica en Instituto Botánico Antonio José Cavanilles, que a la sazón dirigía Arturo Caballero Segares (1877-1950), y con la jefatura de la Sección Botánica y Farmacológico-Botánica del Instituto Canario de Medicina Regional. Es una etapa en la que publica un buen número de investigaciones botánicas que ven la luz en revistas científicas como los Anales de Instituto Botánico Cavanilles y el Boletín de la Sociedad Española de Historia Natural, entre otras. A lo largo de su vida también publicó en Lagascalia, Lazaroa o Anales de la Academia de Farmacia.
Transcurridos cuatro lustros desde que se licenció en Ciencias Naturales, se doctoró, en la Facultad de Ciencias Biológicas de la Universidad Complutense en 1965, con una tesis que versaba sobre la fitosociología de diversas comarcas de la provincia de Murcia y que había sido dirigida por el más importante fitosociólogo de su época: Salvador Rivas Goday (1905-1981). A partir de entonces la sociología vegetal y la geobotánica fueron sus orientaciones científicas predilectas.
Con el doctorado, su vida se orienta hacia la universidad de manera que en 1967 obtiene la cátedra de Botánica de la Facultad de Farmacia de la Universidad de Granada. Durante su estancia en la ciudad andaluza se encarga de la dirección del Jardín botánico de dicha Universidad y ejerce como Profesor Agregado de la Sección de Fisiología Vegetal de la Estación Experimental del Zaidín, perteneciente al Consejo Superior de Investigaciones Científicas.
En Granada permanece hasta su traslado en 1979 a la cátedra de Botánica de la Facultad de Ciencias de la Universidad de Alcalá de Henares, donde está hasta su jubilación en 1986. En este centro tuvo como función principal organizar e impulsar su Departamento, al que donó su herbario personal, formado por unos 15000 pliegos y obtenido como consecuencia de sus campañas botánicas por todo el territorio nacional. Fue profesor del «International postgraduate course in natural resources research and evaluation».

## Algunas publicaciones
- Fernando Esteve chueca, Bartolomé Casaseca mena. 1988. Estudios dedicados a los profesores: Fernando Esteve Chueca, Bartolome Casaseca Mena. Editor Univ. Complutense

- -------------------------------------. 1988. Desarrollo y evolución de la Botánica como ciencia biológica y farmaceútica. Vol. 1 de Lecciones. Ed. Univ. de Alcalá de Henares, Scio. de Publ. 36 pp. ISBN 8486981506

- -------------------------------------. 1972. Vegetación y flora de las regiones central y meridional de la provincia de Murica. Ed. Centro de Edafología y Biología Aplicada del Segura, 451 pp.

- -------------------------------------. 1971. Vegetación de la Isla de Alborán. Editor Univ. de Granada. 17 pp.

- -------------------------------------. 1968. Ciencias naturales: Primer curso... Editor Marfil, 167 pp.

- -------------------------------------. 1967. Estudio fitosociológico y florístico del centro y sur de la provincia de Murcia. Publ. de la Fac. de Ciencias 43. Ed. Univ. de Madrid, Fac. de Ciencias, 57 pp.

- La abreviatura «Esteve» se emplea para indicar a Fernando Esteve Chueca como autoridad en la descripción y clasificación científica de los vegetales.[1]